# Look-wilgenroest
Look-wilgenroest (Melampsora allii-fragilis) is een schimmel behorend tot de familie Melampsoraceae. Het is een biotrofe parasiet die voorkomt op Arum maculatum, Muscari comosum, Allium en Salix (Salix × fragilis, Salix pentandra). 

## Kenmerken
Aecia
Aecia komen voor op beide zijden van het blad, bladstelen en bolrokken. Ze zijn 2 mm heldergeel en zonder peridium. De sporen zijn dicht-wrattig.
Uredinia
Uredinia zijn oranje en bevinden zicht meestal aan de onderzijde van het blad op rode bladvlekken. De sporen zijn 22-38 × 14-18 µm. Tussen de sporen bevinden zich veel, deels kegelvormige en dikwandige parafysen. 
Telia
De telia bevinden zich met name aan de bovenkant van het blad. Zijn zijn subcuticulair en vormen kussentjes van 0,2 mm groot. De sporen zijn eencellig en meten 30-48 × 7-14 µm. De wand heeft een dikte van 1 µm en is glad, zonder poren en bleekbruin van kleur.

## Verspreiding
In Nederland komt hij zeer zeldzaam voor.
Op look zijn Melampsora allii-fragilis, Melampsora allii-populina en Melampsora salicis-albae niet van elkaar te onderscheiden.